# Paul Eeckhout
Paul Eeckhout (Haaltert, 17 giugno 1917 – Gand, 11 febbraio 2012) è stato un architetto belga.
È stato curatore del Museo delle Belle Arti di Gand (1948-1982), presidente della Reale Accademia di Archeologia del Belgio e membro corrispondente della Real Accademia de Belle Arti di San Fernando di Madrid.

## Biografia
Paul Eeckhout studiò presso l'Institut Saint-Luc, assieme, tra gli altri, a personaggi come Roger Waeri. Divenuto architetto, si dedicò al restauro di molti monumenti soprattutto nella città di Gand, come la facciata del municipio sulla Poeljemarkt, le case sul Korenlei che sono stati ora ricostruite come hotel, L'ospedale Rich all'angolo di High Street, e l'Holstraat. Uno dei suoi principali successi negli anni '60 fu il restauro del castello di Laarne.
Avanzò anche un progetto per la costruzione di un nuovo Museo delle Belle Arti di Gand, rimodellando la struttura esistente ed ampliando la collezione con una sezione anche di arte contemporanea. L'attuale struttura che accoglie il museo è infatti opera sua, mentre la vecchia struttura è oggi una casa alloggio per studenti. Dal 1948 al 1982, Paul Eeckhout fu curatore del Museo di Belle Arti di Gand, acquisendo opere di artisti come Tony Herbert, Georges Rouault, Théo van Rysselberghe, El Greco, James Ensor, Émile Claus.
Paul Eeckhout fu anche un appassionato disegnatore ed acquerellista. Negli anni '60 realizzò con l'amico scrittore ed architetto corbettese Luciano Prada la mostra "30 anni di grafica italiana" con 155 opere, mostra inaugurata dall'allora principessa Paola di Liegi (futura regina del Belgio).
Morì l'11 febbraio del 2012 a Gand, dopo una breve malattia.

## Opere

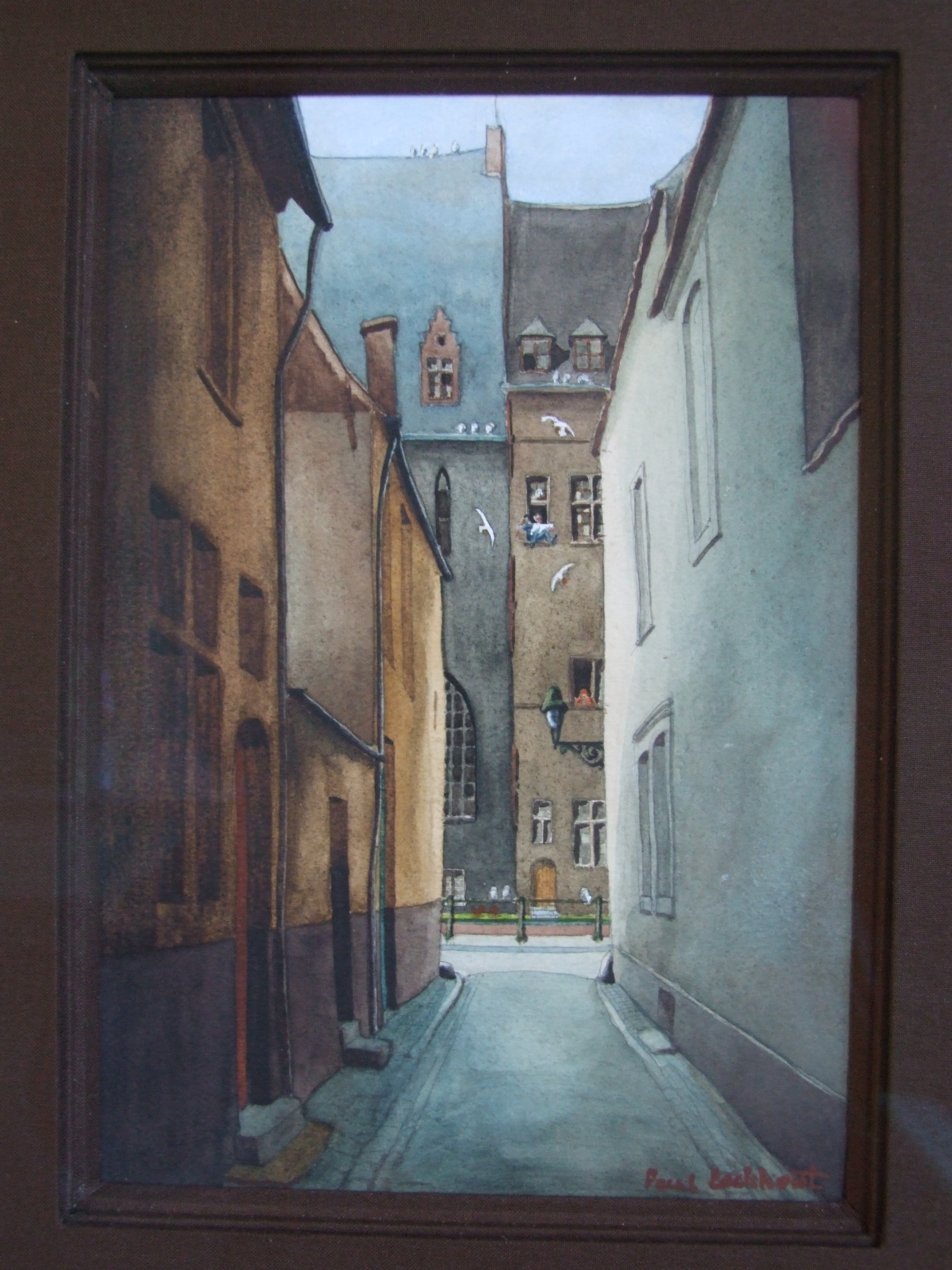
Acquarello rappresentante l'Het Pand, Gand, 1944
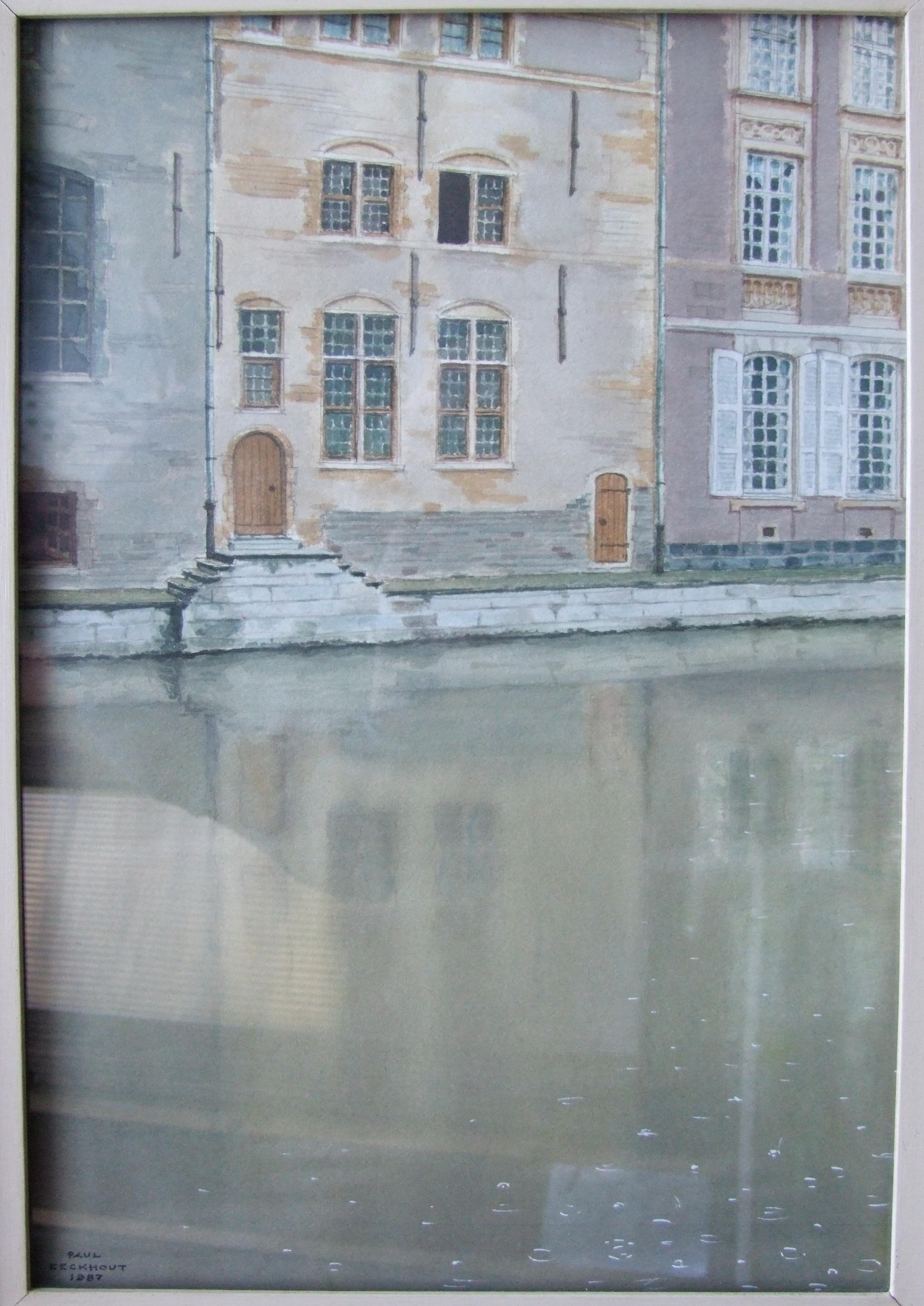
Acquarello rappresentante l'Het Pand, Gand, 1987